# バインディングポスト

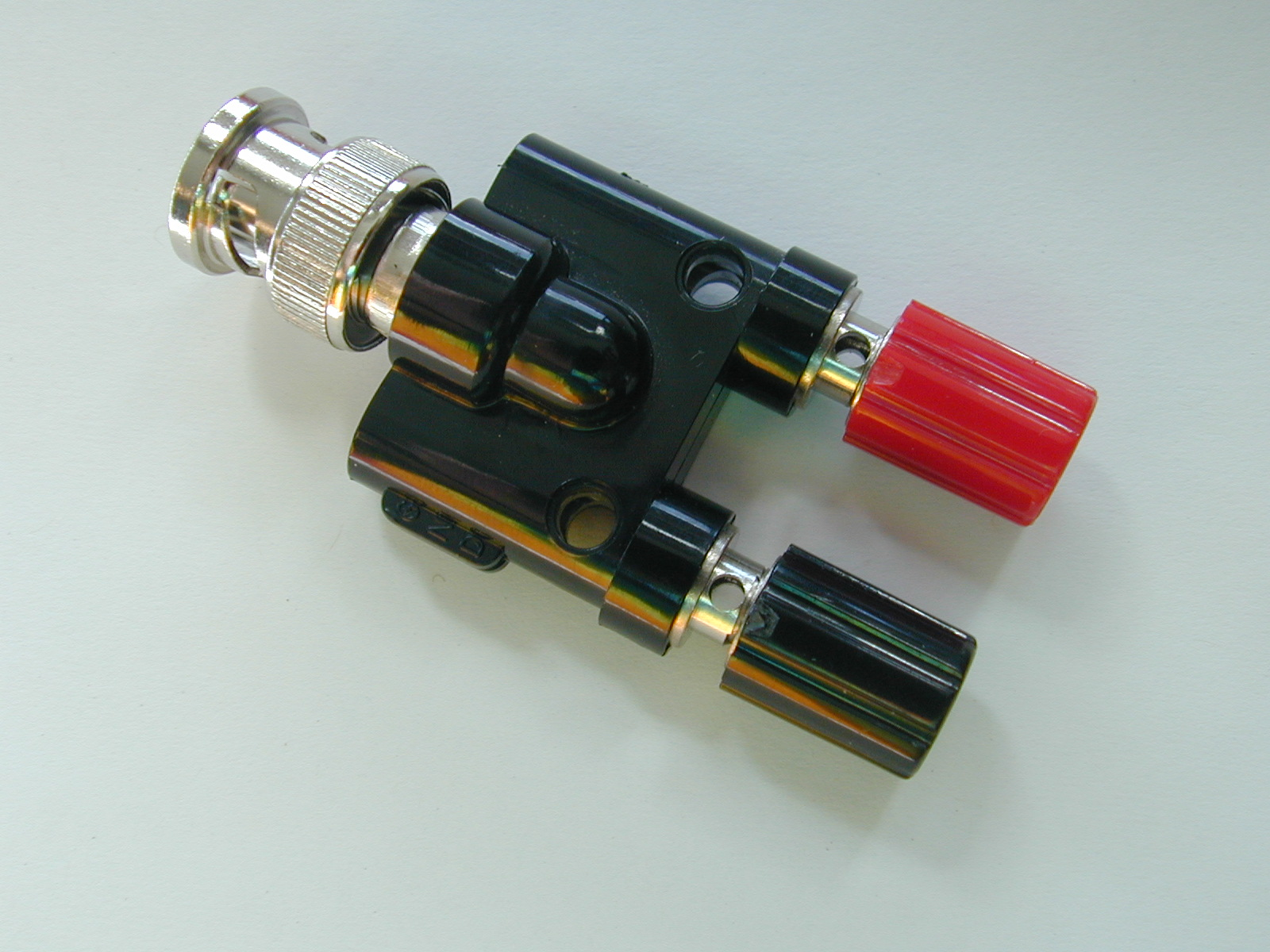
5-wayバインディングポスト・BNCコネクタアダプタ

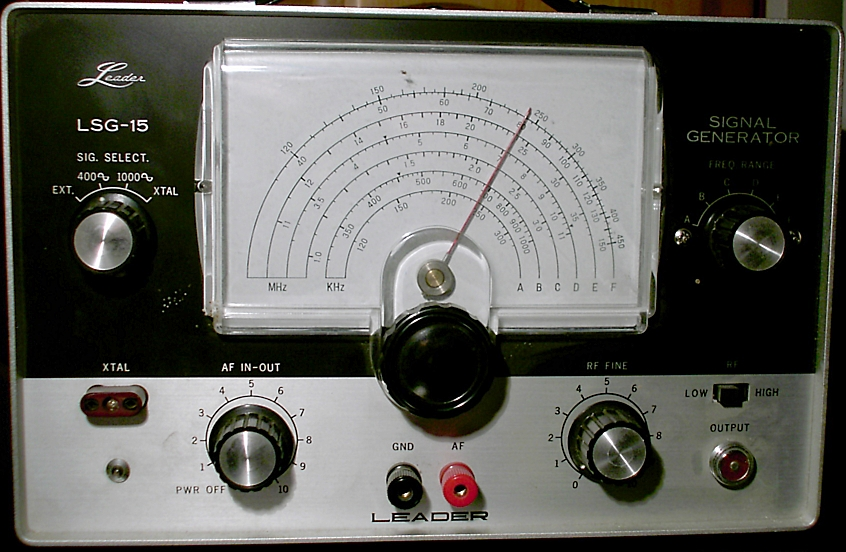
標準信号発生器の下部中央にある、2本の被覆・塗装したバインディングポスト

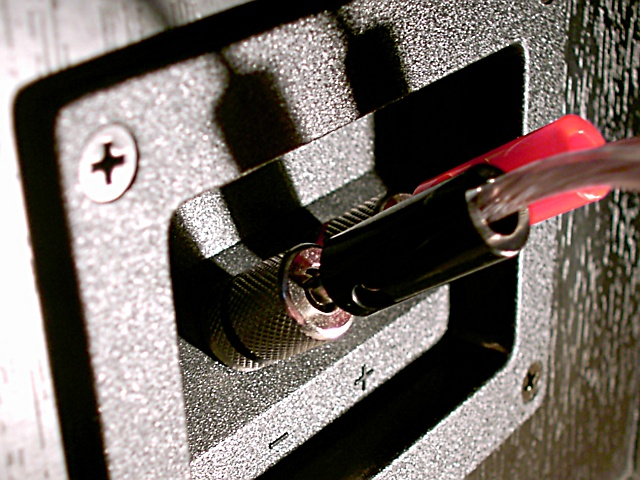
バナナプラグを接続したスピーカーの未被覆バインディングポスト

バインディングポスト(英語: binding post)は電気計器と終端の電線や試験導線を接続するのに使用されるコネクタである。これらはスピーカーとアンプその他の機器の接続にも使われる。
バインディングポストはねじ型の金属性支柱と、端子にねじ止めしたキャップからなる。このキャップは通常プラスチックで被覆・塗装される。色は赤が活性または+極、黒が非活性またはー極、緑がアースを表す。
5-wayまたはユニバーサルと呼ばれるデザインのバインディングポストは、いくつかの異なる種類の接続を可能にしている。
- バナナプラグ（英語版） - バインディングポストの頂点の穴に差し込む。
- ピンコネクタ - バインディングポストの金属製支柱に横向きにあいた穴に差し込み、キャップでねじ止めする。
- ケーブル - ピンコネクタと同様にキャップでねじ止めする。または
- 金属性支柱に巻き、キャップでねじ止めする。
- Yラグ（英語版） - 金属性支柱を挟むように差し込み、キャップでねじ止めする。

5-wayバインディングポストはゼネラル・ラジオによって商用発明された。

## 安全性

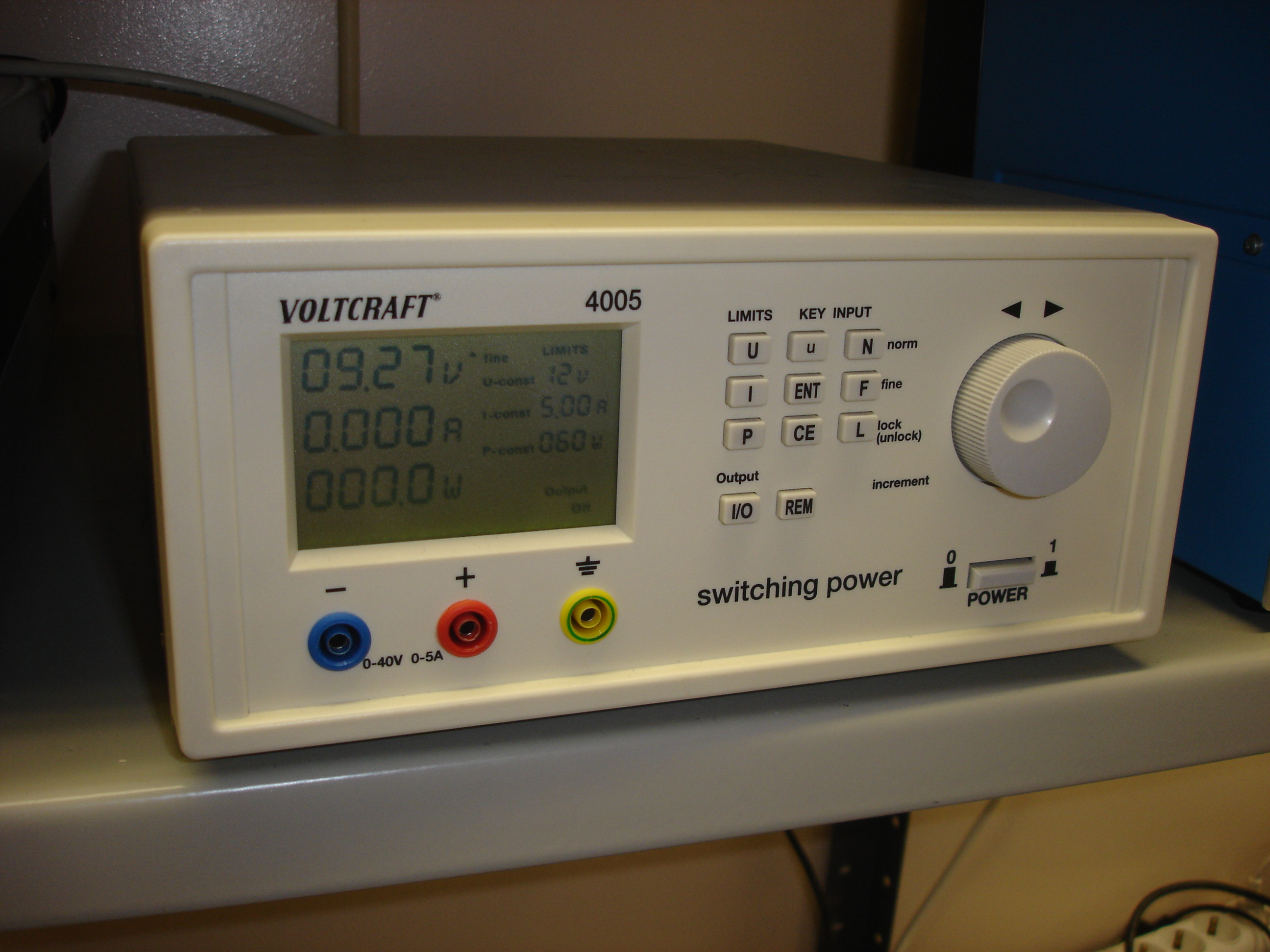
実験室用動作切替機能付き電源ユニットにはバインディングポストに代わる3本のバナナジャックが使われている。

分離式のバインディングポストでさえも、概して利用者が金属部品に触ることからは十分に守られていないため、危険な電圧(安全超低電圧を参照)を使用するのには適切ではない。そのため、いくつかの種類の装置では、バインディングポストからより安全なバナナジャックに置き換わっている。この端子ではバインディングポストの利点は失われている。なぜなら、バナナジャックは伝統的で安全性の高いバナナプラグしか使用できないからである。
以前は、複数の5-wayバインディングポストに対して平行に穴があけられているものがあり、複数の端子を裸電線でつなぐのに便利であった。しかし、この設計は安全性を損なう。それは、ケーブルやピンコネクタが2本のバインディングポストの反対側に入ってしまい、偶発的な短絡を引き起こす原因となったからである。2016年現在では、このような短絡を起こさぬよう通常は垂直に穴をあけられている。

## 標準仕様
1920年代から慣用されているダブルバナナプラグに対応できるよう、+極と-極の中心距離は3/4" (19 mm)とする場合が多い。